# Sbírka umění Amalie Lacrozeové de Fortabat
Sbírka umění Amalie Lacrozeové de Fortabat (Colección de Arte Amalia Lacroze de Fortabat) je muzeum výtvarného umění v Buenos Aires v Argentině. Založila ho María Amalia Lacrozeová de Fortabat, dlouholetá ředitelka a hlavní akcionářka firmy Loma Negra, největšího výrobce cementu v Argentině. Za tím účelem vyčlenila značnou část své rozsáhlé umělecké sbírky a její nadace si najala architekta Rafaela Viñolyho, narozeného v Uruguayi, aby navrhl sídlo muzea.
Budova, dvoupodlažní modernistická konstrukce z betonu, oceli a skla, se začala stavět v roce 2002 a poskytuje více než 6000 čtverečných metrů vnitřního prostoru. Vévodí nejsevernějšímu doku ve čtvrti Puerto Madero a mezi její přednosti patří střechy se systémem mobilních hliníkových markýz, které se otevírají a zavírají podle polohy slunce. Paní Fortabatová o tuto poslední funkci žádala, protože, jak řekla, „vždy jsem se chtěla dívat na obrazy a hvězdy současně.“
Muzeum bylo slavnostně otevřeno 22. října 2008 a obsahuje dvě výstavní haly, knihovnu, auditorium, kanceláře a kavárnu s restaurací s výhledem na zrekonstruované přístaviště Puerto Madero. Ve dvou výstavních halách je sbírka 230 děl (v době zahájení), rozdělených do sedmi galerií:
- Rodinná galerie s portréty členů rodiny Fortabatů.
- Krajiny, město a tradice: převážně argentinské krajinomalby 19. století, malby přírody a naivní umění Fernanda Fadera, Martína Malharra, Prilidiana Pueyrredóna, Benita Quinquely Martína a dalších.
- Mezinárodní umění: včetně děl Pietera Brueghela mladšího, Marca Chagalla, Salvadora Dalího, Gustava Klimta, Auguste Rodina, Roberta Matty a také Andyho Warhola, kteří vytvořili jeden ze svých ikonických portrétů pro patronku muzea. V této části je také jedna z mála posledních olejomaleb J. M. W. Turnera v soukromých rukou, bezpochyby vrchol sbírky, nádherná Julie a její chůva.
- Moderní umění: Hlavně argentinská díla 20. století,,zastoupeni jsou například Juan Del Prete, Raquel Forner, Emilio Pettoruti, Lino Enea Spilimbergo, Xula Solar a Juan Carlos Castagnino.
- Figurace, figurální umělecká díla autorů jako Roberto Aizenberg, Antonio Seguí a Clorindo Testa.
- Galerie Antonia Berniho: věnována významnému argentinskému malíři a autoru nástěnných maleb.